# 上虞博物馆
上虞博物馆位于中国浙江省绍兴市上虞区人民中路228号警报山山巅，现馆址落成于1999年12月，占地面积20亩，建筑面积7185平方米，馆藏以越窑青瓷为主要特色，现有“上虞越瓷”、“上虞青瓷”、“天香楼藏帖碑刻”和“梁祝文化”四个基本陈列。